# AS Saint-Étienne
Association Sportive de Saint-Étienne Loire, (ASSE ili A.S. Saint-Étienne) je francuski nogometni klub osnovan 1919. godine. Svoje domaće utakmice igraju na stadionu Geoffroy-Guichard u gradu Saint-Étienne. Jedan je od najuspješnijih francuskih nogometnih klubova s osvojenih 10 naslova prvaka. Najveći rival kluba je Olympique Lyonnais iz Lyona.

## Klupski uspjesi

### Domaći uspjesi
Ligue 1:
- Prvak (10): 1956./57., 1963./64., 1966./67., 1967./68., 1968./69., 1969./70., 1973./74., 1974./75., 1975./76., 1980./81.
- Drugi (3): 1946., 1971., 1982.

Ligue 2:
- Prvak (3): 1963., 1999., 2004.
- Drugi (2): 1938., 1986.

Francuski kup
- Pobjednik (6): 1962., 1968., 1970., 1974., 1975., 1977.
- Finalist (3): 1960., 1981., 1982.

Coupe Charles Drago
- Pobjednik (2): 1956., 1958.

Superkup Francuske:
- Pobjednik (5): 1957., 1962., 1967., 1968., 1969.
- Finalist (1): 1970.

### Europski uspjesi
Kup prvaka:
- Finalist (1): 1975./76.

## Slavni igrači
Francuska
- Claude Abbes
- Sylvain Armand
- Dominique Bathenay
- Patrick Battiston
- Georges Bereta
- Laurent Blanc
- Bernard Bosquier
- Zoumana Camara
- Georges Carnus
- Patrice Carteron
- Jean Castaneda
- Michaël Citony
- Grégory Coupet
- Antoine Cuissard
- Jean-Pierre Cyprien
- Christophe Deguerville
- Pascal Despeyroux
- Gérard Farison
- René Ferrier
- Kader Firoud
- Laurent Fournier
- Bernard Genghini
- Robert Herbin
- Sylvain Kastendeuch
- Aimé Jacquet
- Gérard Janvion
- Jean-François Larios
- Jean-Michel Larqué
- Christian Lopez
- Laurent Paganelli
- Gérald Passi
- Frédéric Piquionne
- Michel Platini
- Lionel Potillon
- Hervé Revelli
- Patrick Revelli
- Dominique Rocheteau
- Laurent Roussey
- Julien Sablé
- Willy Sagnol
- Jacques Santini
- Christian Sarramagna
- Jean Snella
- Christian Synaeghel
- Philippe Tibeuf
- Maryan Wisnieski
- Yoann Folly

 Alžir
- Karim Fellahi
- Kader Ferhaoui
- Rachid Mekloufi

 Argentina
- Oswaldo Piazza
- Daniel Bilos

 Brazil
- Alex
- Aloisio

Bugarska
- Georgi Slavkov

 Kamerun
- Joseph-Antoine Bell
- Idriss Kameni
- Lucien Mettomo
- Roger Milla
- Eugène N'Jo Léa

 Bjelokosna Obala
- Tchiressoua Guel
- Didier Zokora

Danska
- Miklos Molnar
- John Sivebæk

 Gana
- Ibrahim Abdul Razak

Gvineja
- Titi Camara

 Izrael
- Giora Spiegel

 Mali
- Salif Keïta

 Maroko
- Mohammed Chaouch
- Mustapha El Haddaoui

 Nizozemska
- Johnny Rep
- Kees Rijvers
- Rob Witschge

 Norveška
- Bjorn Tore Kvarme

 Poljska
- Marcin Kuzba
- Piotr Świerczewski

 Portugal
- Hélder Postiga

 Rusija
- Aleksandr Panov

 Slovačka
- Lubomir Moravčík

 Švicarska
- Alain Geiger
- Christophe Ohrel
- Nestor Subiat

 Jugoslavija
- Ivan Ćurković
- Vladimir Durković

## Vanjske poveznice
- Službene stranice